# Поливка
По́ли́вка (біл. Поліўка, пол. Polewka), діал. укр. юшка, суп — білоруська національна страва і польська страва, відноситься до супів. Широко вживана, в минулих століттях, в Польщі та Білорусі і на заході України.
Поливка, в давній польській кухні — назва майже кожного супу, за винятком, наприклад, розсольнику, журу, борщу, капустяного супу, що мали свої назви.

## Етимологія й історія
Слово поливка походить від дієслова поливати, широкого вжитку здобуло в середні віки та надалі по всіх теренах колишньої Речі Посполитої. Цим словом помічали усі перші страви, які подавали до столу і лише з поширенням німецької кулінарної традиції (в якій вживалося слово «суп») воно відійшло на другий план і, в основному, залишилося у вжитку серед нижчих верств населення.
В сучасній слов'янській кухні поливками називають назагал усі ті перші страви, які не отримали своєї власної назви (росіл, капусняк, борщ, уха). Найвідоміші сучасні поливки: чорна поливка, граматка та інші поливки на вині, квасі та м'ясній і грибній юшці.

## Вигляд
Поливка має вигляд першої страви різного ґатунку (рідкого та густого виду). Спершу вона складалася лише з кількох складників (квасу, солі, відвару з м'яса чи грибів, пива та розтертих чи виварених овочів як головного складника), а вже пізніше господині почали додавати до неї приправи та інші складники, щоби урізноманітнити смакові якості.
З поширенням картоплі, як головного харчового продукту поливки почали робити на картоплі, як головний складник. Поливки часто плутають із підливами, але останні є лише додатковим смаковим засобом (соус), тоді як поливки — самостійна страва.
Росіянин Петро Федоров у своїй книзі «Соловки» (1889) так описує поливку у білорусів Могильовської губернії: